# Nowy Bedoń
Nowy Bedoń – wieś w Polsce położona w województwie łódzkim, w powiecie łódzkim wschodnim, w gminie Andrespol, na Wzniesieniach Łódzkich, w dolinie Miazgi (dopływ Wolbórki).
Nazwa Bedoń funkcjonuje od okresu międzywojennego, wcześniej miejscowość nazywała się Będoń. W latach 1975–1998 miejscowość administracyjnie należała do ówczesnego województwa łódzkiego.

## Historia majątku Bedoń (Będoń)
Najstarsza wzmianka o Będoniu pochodzi z 1391 r., z zapisków w łęczyckich księgach sądowych. W XV wieku właścicielami miejscowych ziem byli Będońscy herbu Nałęcz. W 1575 r. jednym ze współwłaścicieli wsi został Wojciech Bedoński. W 1750 r. Bedońscy sprzedali majątek Trembeckiemu herbu Brochwicz. Od tej chwili majątek Bedoń pozostawał w rękach rodziny przekazywany kolejnym spadkobiercom aż do konfiskaty w 1945 r. przez rząd PRL. Trembecki usytuował swoją siedzibę na północ od później wybudowanego dworu. Z tamtej, starej siedziby zachowała się do dziś modrzewiowa belka, przenoszona do kolejnych dworów w charakterze pamiątki historycznej. Obecnie jest w posiadaniu potomka ostatnich właścicieli - Jana Benedykta Kochanowskiego. Na belce wyryto napis: „Boże Łaskawy Dobrotliwy Panie Błogosław Ludziom Twoim to mieszkanie 1751 roku Błogosławiłeś nam w przeszłości Panie niechaj Twa Łaska na dal nie ustanie”. W 1791 r. właścicielem majątku był Wincenty Trembecki, szambelan, dziedzic Rakoszyna i Więckowic. Jego żoną, około 1803 r., została Magdalena Jordan z Myślenic h. Trąby (Brzezina), wdowa po stolniku sieradzkim i czernichowskim - Ignacym Sucheckim (zmarła w Będoniu 24.II.1830 r.). Prawdopodobnie, na przełomie wieków XVIII i XIX wybudowano dwór, który składał się z dwóch połączonych ze sobą części: parterowej z gankiem i piętrowej. Ewa, córka Wincentego i Magdaleny Trembeckich wyszła za mąż za Jana Sucheckiego. Oboje byli właścicielami Będonia, Rozprzy, Białocina, Rakoszyna. Majątek odziedziczyła po rodzicach córka Joanna, z męża Koźmińska, herbu Poraj. W 1848 r. ziemie należące do majątku zajmowały około 1200 mórg. Następnie majątkiem przejęła córka Joanny i Karola Koźmińskich - Eufemia, która w 1867 r. wyszła za mąż za Jana Kochanowskiego - właściciela majątku Straszowa Wola i Trojanowice pod Opocznem. Kochanowscy postanowili wybudować, w pobliżu dworu, w którym mieszkali, nowy dwór. Jego budowę datuje się na lata 1870-1880. Obydwa dwory zachowały się do czasów II wojny światowej. W tym czasie (w 1881 r.) zanotowano o Bedoniu w Słowniku geograficznym Królestwa Polskiego i innych krajów słowiańskich:
Bedoń, wieś i folwark, w pobliżu Bedońskie budy i huty, pow. brzeziński, gm. Gałkówek, parafia Mileszki, pomiędzy drogą bitą z Łodzi do Ujazdu a linią drogi żelaznej fabr,. łodzkiej. W 1824 r. istniała tu huta szklana; w 1827 r. Bedoń miał 24 domy mieszkalne i 275 mieszkańców, Bedoń budy 50 domów mieszkalnych i 503 mieszkańców, Bedoń huty zaś 16 domów mieszkalnych i 144 mieszkańców. Obecnie ma Bedoń 440 mieszkańców 43 domy mieszkalne, ziemi włościańskiej 393, fabrycznej 30 mórg, dworskiej wraz z folwarkiem Andrespol i 6 osadami karczmarskiemi we wsiach: Eufeminów, Hulanka, Jordanów, Justynów, Janówka i Ludwików ogólnej przestrzeni 1268 mórg, w tem 583 ziemi ornej.
Jan Kochanowski był adwokatem w Opocznie, gdzie później piastował urząd sędziego. Najstarszy syn Eufemii i Jana Kochanowskich, również Jan, był profesorem zwyczajnym historii, a od 1921 r. rektorem Uniwersytetu Warszawskiego. W latach 30. XX w. piastował godność kanclerza Kapituły Orderu Polonia Restituta. W 1919 r., po śmierci Eufemii, majątek odziedziczył drugi syn - Roman Kochanowski, który był społecznikiem. Ufundował kościół i podarował ziemię pod jego budowę. 
Wypis z Ksiąg Wieczystych dóbr Bedoń:
Dnia 7.6.1927 przed Sądem Okręgowym w Łodzi, na wniosek Wandy Korwin-Kochanowskiej, odbyła się sprawa o zatwierdzenie uchwały rady familijnej potwierdzającej, że w 1920 r. Roman Tymoteusz Korwin-Kochanowski, zmarły 3.3.1927 roku, oddał za darmo w posiadanie i używanie Komitetu budowy kościoła w Bedoniu ze swych dóbr 12 morgów, 277 prętów na rzecz mającej powstać parafii Bedoń. Na gruncie tym zostały już pobudowane: kościół, plebania i urządzony cmentarz. Zmarły do końca życia nie zdążył sporządzić właściwego aktu darowizny ze względów formalnych, które jeszcze przed śmiercią istnieć przestały.
Dnia 8 lipca 1927 r. biskup łódzki, ksiądz dr Wincenty Tymieniecki, upoważnił księdza Kazimierza Świetlińskiego, proboszcza parafii Bedoń, do przejęcia na rzecz tej parafii darowizny dokonanej w 1920 r. przez Romana Tymoteusza Korwin-Kochanowskiego z osady Bedoń nr II zatwierdzonej decyzją Sądu z dnia 7 czerwca 1927 r. Ta część Bedonia powstała obok nowo wybudowanego kościoła została nazwana Bedoń Przykościelny.
Jan, z żoną Wandą z Szymanowskich, ufundowali szkołę i darmową ochronkę prowadzoną we dworze. Roman Kochanowski powołał do życia pierwsze, w tamtym czasie, kółka rolnicze i został prezesem Powiatowego Związku Kółek Rolniczych. W 1923 r. otrzymał Złoty Order Grzegorza Wielkiego nadany przez papieża Piusa XI., po śmierci, 3 marca 1927 r., Złoty Krzyż Zasługi. Majątek odziedziczyli jego synowie: Andrzej Jan, Jan Roman, Piotr Władysław. W 1945 r. majątek został odebrany właścicielom i przekazany na Skarb Państwa na mocy tzw. dekretu Bieruta. Przeważającą częścią majątku zarządzały od tej chwili Lasy Państwowe.

## Dwór
Stary dwór wybudowano prawdopodobnie na przełomie XVIII/XIX w. W pobliżu, Eufemia i Jan Kochanowscy, w latach 1870-1880, postanowili wybudować nowy dwór, który uległ zniszczeniu w czasie I wojny światowej. Odbudowa, połączona z przebudową, nadała dworowi obecną formę. Zmian dokonał zaprzyjaźniony z rodziną, architekt Józef Kaban-Korski. Dwór jest murowany z cegły i otynkowany, posadowiony na planie prostokąta, piętrowy, podpiwniczony, o regularnej bryle, nakryty wypiętrzonym, czterospadowym dachem, krytym dachówką ceramiczną. Od północy dobudowano dwuosiową część. Elewacja frontowa jest pięcioosiowa, z trójosiowym, czterokolumnowym portykiem toskańskim w wielkim porządku umieszczonym centralnie. Portyk, na wysokości piętra, przedzielony jest balkonem i zwieńczony uproszczonym belkowaniem oraz gładkim tympanonem z oknem termalnym. Na elewacji, w osiach kolumn, umieszczono pilastry toskańskie. Elewacje zwieńczono szerokim gzymsem, przebiegającym pod okapem. Lata zaniedbań spowodowały, że do dziś przetrwały jedynie ruiny dworu.

## Park
W 1880 r. Eufemia Kochanowska postanowiła otoczyć nowo wybudowany dwór parkiem, który zaprojektował jej brat - Ignacy Koźmiński, podróżnik, naukowiec i miłośnik przyrody. Tworząc park wykorzystano pozostałości dawnej puszczy, dzięki czemu przetrwały tam drzewa liczące dziś ponad 200 lat: dęby, jawory, lipy i wiązy. Z inicjatywy Jana Kochanowskiego zmodyfikowano park tworząc nieistniejącą dziś altanę z drzew, wewnątrz której stał stół z kamienia młyńskiego. Kolejnych zmian dokonano w latach 30. XX w. Jan Roman Kochanowski (syn) obsadził obrzeże parku ozdobnymi drzewami, a przed gankiem posadzono dwa dęby. Aleja brzozowa prowadząca od stacji kolejowej do dworu powstała z inicjatywy matki Jana Romana. Dziś jest to fragment ulicy Sienkiewicza. W parku, na zachód od dworu, znajduje się staw. W parku rośnie osiem pomników przyrody: dąb szypułkowy, dwie lipy drobnolistne, dwa jawory, i trzy wiązy szypułkowe.